# فایرکراکر (نرم‌افزار)
فایرکراکر یک نرم‌افزار مجازی‌سازی (virtualization) است که توسط شرکت آمازون برای محیط‌های بی‌سرور ایجاد شده‌است. به‌طور دقیقتر در خدمات توابع لامبدای آمازون (AWS Lambda Functions) از این فناوری برای محافظت کاربران از یکدیگر در محیط رایانش ابری استفاده می‌شود. این فناوری بر اساس فناوری KVM بنا شده‌است ولی مجازی سازی‌های با سربار کم ایجاد می‌کند که مناسب فضاهای تابعی در رایانش ابری می‌باشد.